# Bob Saget
Robert Lane "Bob" Saget (født 17. maj 1956, død 9. januar 2022) var en amerikansk stand-up komiker, skuespiller, og tv-vært. Han var bedst kendt for sin rolle i Full House og som vært for America's Funniest Home Videos. Han medvirkede desuden i How I Met Your Mother som den ældre Teds stemme.